# ×Woodsimatium
×Woodsimatium, hibridni rod papratnjača iz porodice vudsijevki, dio reda Polypodiales. 
Jedina vrsta je xW. ×abbeae iz SAD-a (Michigan, Minnesota, Wisconsin) i Kanade (Ontario, Saskatchewan).
Križanac vrsta Woodsia ilvensis x Physematium scopulinum

## Sinonimi
- Woodsia confusa T.M.C.Taylor
- Woodsia oregana var. squammosa B.Boivin
- Woodsia ×abbeae Butters